# Chondrina centralis
Chondrina centralis is een slakkensoort uit de familie van de Chondrinidae. De wetenschappelijke naam van de soort is voor het eerst geldig gepubliceerd in 1891 door Fagot.